# Senaux
Senaux ist eine französische Gemeinde mit 37 Einwohnern (Stand: 1. Januar 2022) im Département Tarn in der Region Okzitanien. Sie gehört zum Arrondissement Castres und ist Mitglied im Gemeindeverband Communauté de communes du Haut-Languedoc. Die Bewohner werden Senaunais und Senaunaises genannt.

## Lage
Das Dorf liegt im Südwesten des Zentralmassivs auf 600 m. ü. M. Die Gemeinde grenzt im Norden an Saint-Salvi-de-Carcavès im Osten an Escroux und im Süden und im Westen an Viane.

## Bevölkerungsentwicklung
| Jahr      | 1962 | 1968 | 1975 | 1982 | 1990 | 1999 | 2008 | 2015 |
| --------- | ---- | ---- | ---- | ---- | ---- | ---- | ---- | ---- |
| Einwohner | 82   | 62   | 53   | 43   | 36   | 28   | 41   | 33   |